# Mauritiuskerk (IJlst)
De Mauritiuskerk is een kerkgebouw in IJlst, gemeente Súdwest-Fryslân, in de Nederlandse provincie Friesland.

## Beschrijving
De voorganger van de huidige kerk was een kerspelkerk uit de 13e eeuw met zadeldaktoren gewijd aan de heilige Mauritius. Deze kerk werd in 1828 ontmanteld. Op de plaats werd een begraafplaats aangelegd.
De huidige kerk uit 1830 is gebouwd naar ontwerp van J. Ankringa. De zaalkerk met driezijdige koorsluiting kreeg in 1868 een dwarsarm. In de ongelede toren met ingesnoerde spits hangt een kleine luidklok uit 1700 van klokkengieter Petrus Overney en een grote klok, een nagietsel uit 1970 van een klok uit 1542 van klokkengieters Geert van Wou en Johan Verstege. De ingangsomlijsting is eclectisch. De preekstoel uit 1672 en het doophek zijn afkomstig uit de oude kerk. Het orgel uit 1833 is gemaakt door L. van Dam en Zonen, deels gebruikmakend van pijpwerk van een orgel uit 1645 van de gebroeders Bader.

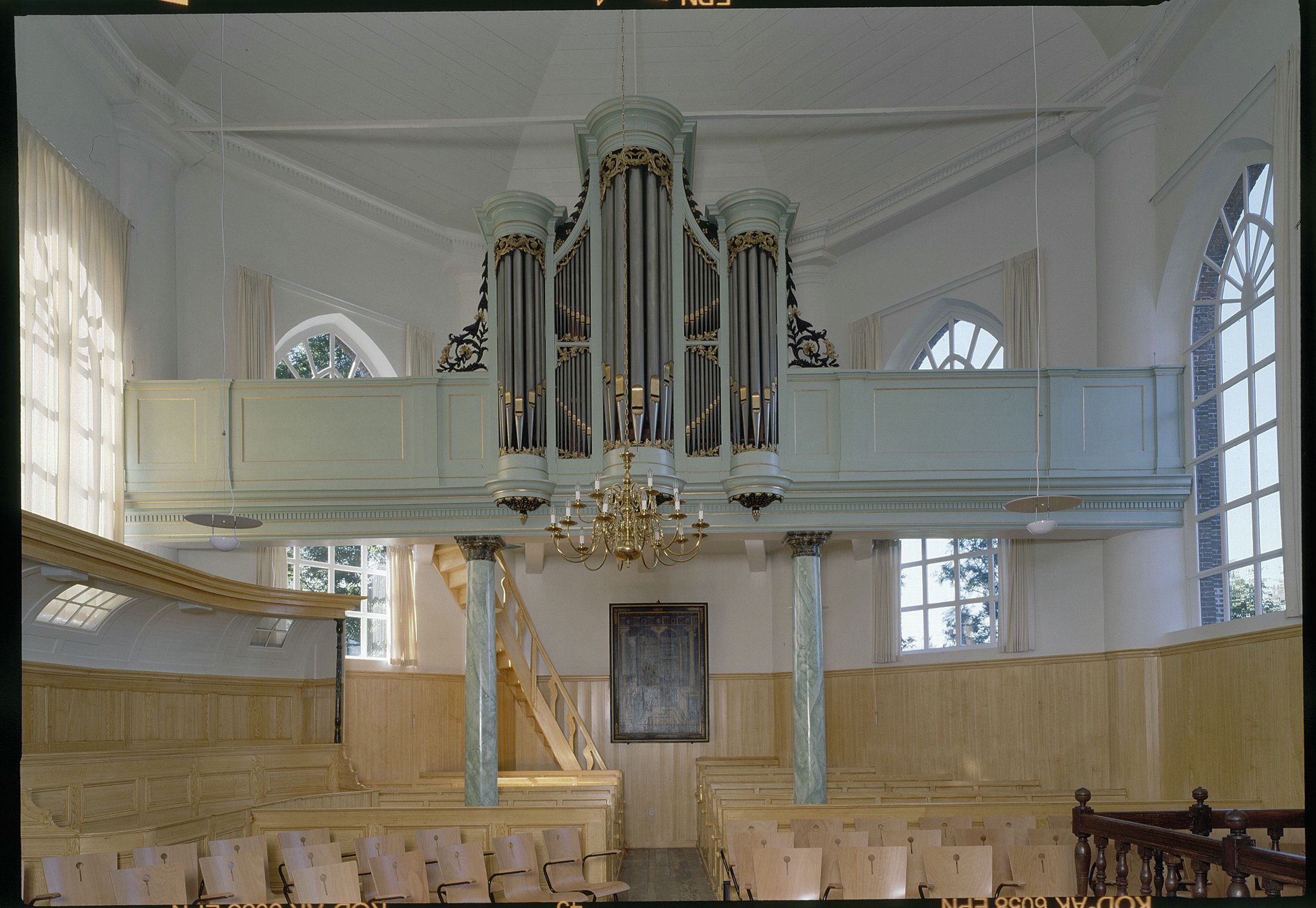
Interieur met orgel (2000)
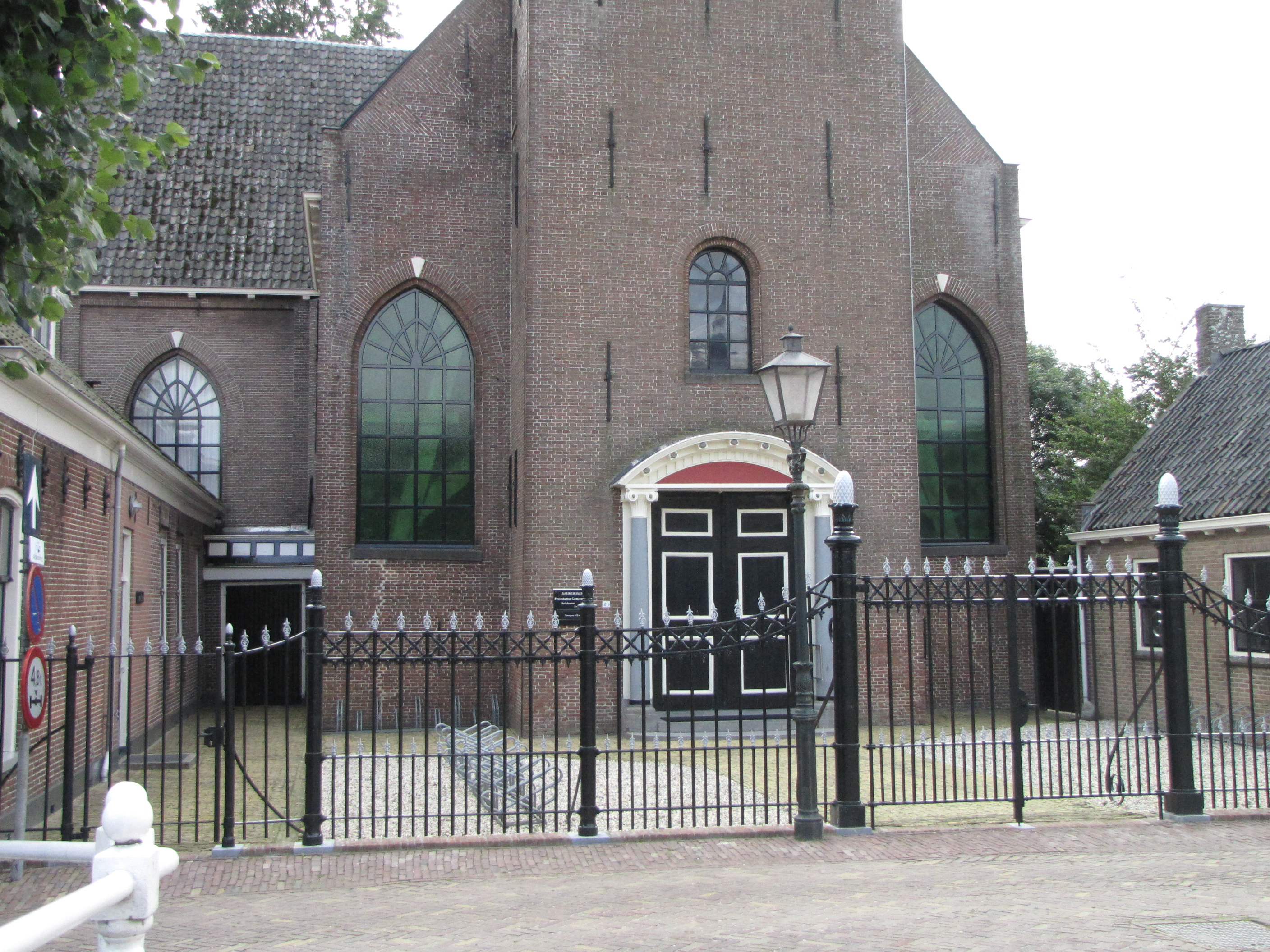
Voorzijde kerk